# Lyft
Lyft é uma empresa de rede de transporte dos Estados Unidos. Conecta motoristas e usuários de carros compartilhados por meio de um aplicativo móvel e estima-se que sejam realizadas mais de 1 milhão de corridas diárias em 350 cidades norte-americanas, incluindo Nova York, São Francisco, Los Angeles e muitas outras. Em Abril de 2017, foi avaliada em US$ 7,5 bilhões e levantou US$ 2,61 bilhões em uma rodada de investimentos. É a segunda empresa do ramo nos Estados Unidos, atrás apenas do Uber.

## História
A Lyft foi fundada no verão de 2012 por Logan Green e John Zimmer como uma categoria de serviços do Zimride, uma empresa de carona solidária que ambos haviam fundado em 2007. O Zimride oferecia caronas solidárias entre longas distâncias, sempre entre duas cidades, e conectava motoristas e passeiros por meio de uma conexão no Facebook. A empresa se tornou pouco tempo após ao lançamento o maior programa de caronas solidárias dos Estados Unidos.

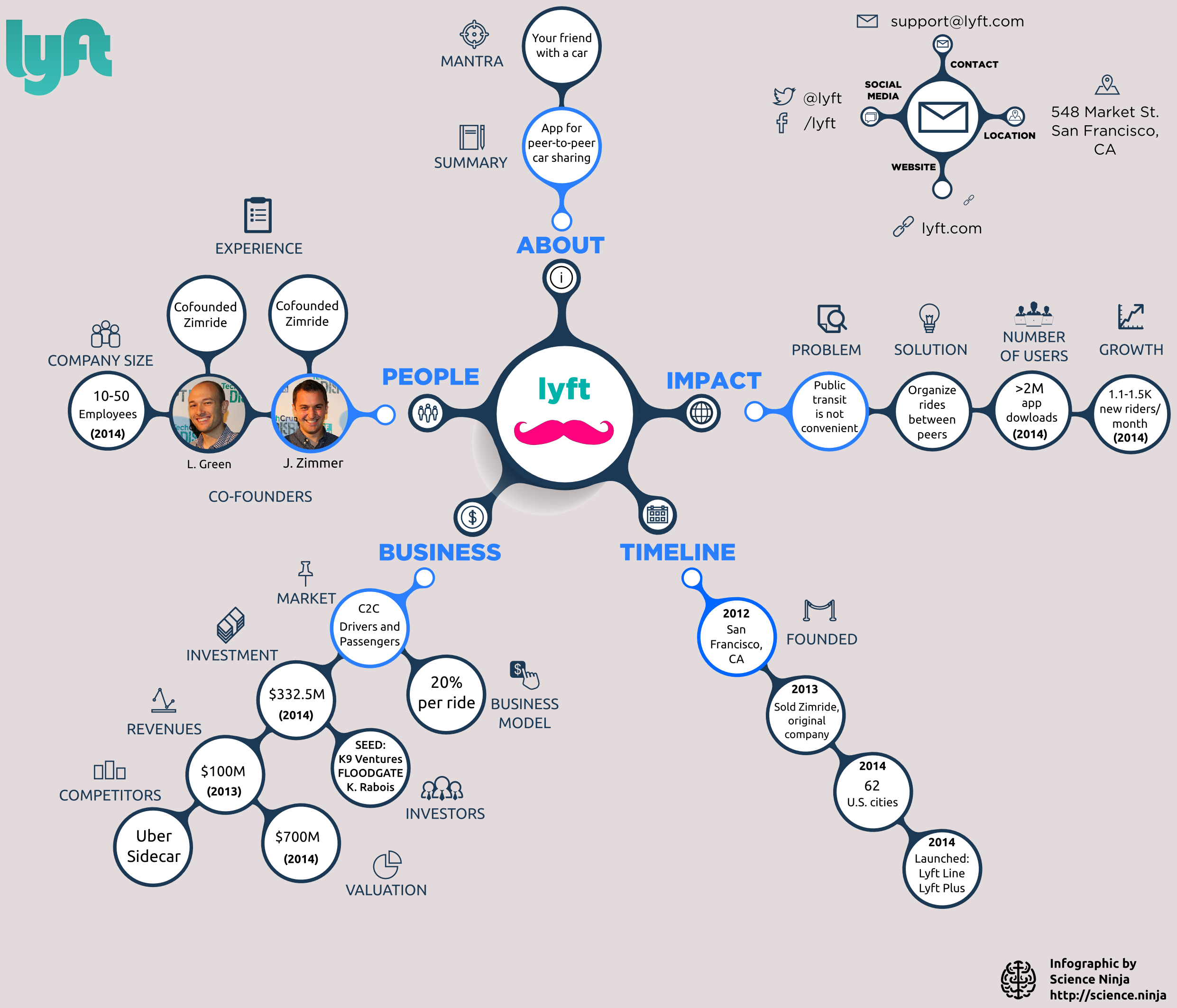
Infográfico do modelo de negócios da Lyft.

Logan Green criou o Zimride após dividir o carro com outros estudantes em uma viagem da Universidade da Califórnia em Santa Bárbara até Los Angeles para visitar a namorada. Ele usou um fórum no Craigslist, mas a intenção era eliminar toda ansiedade em não conhecer o motorista ou o passageiro. Quando o Facebook abriu a API para terceiros. Green disse que pensou "Aqui está o ingrediente que faltava". Os dois fundadores da empresa foram apresentados por meio de amigos em comum e inicialmente se conheceram no Facebook. O nome da empresa veio do país Zimbábue, onde durante uma viagem em 2005, Green observou habitantes locais compartilhando minivans como táxis com esse nome. Em entrevista, afirmou "Voltei aos Estados Unidos inspirado a criar a mesma forma de transporte aqui." Se matriculou em cursos de programação e desenvolveu o site 4 meses depois. A versão de testes foi lançada inicialmente na Universidade Cornell, onde após seis meses, tinha mais de 20% do câmpus cadastrado. Usando as informações do perfil do Facebook, motoristas e passageiros podiam ter informações uns dos outros.
Em Maio de 2013, o nome da empresa foi oficialmente trocado de Zimride para Lyft. A troca de nome ocorreu após um hackathon semanal que descobriu o engajamento e a preferência dos usuários, antes realizada uma ou duas vezes por ano.
Em fevereiro de 2020, a Lyft iniciou um período experimental de dois meses nos EUA para passeios para passageiros dispostos a pagar mais por um motorista altamente qualificado. A oferta é chamada Preferred.